# Rdumijiet ta´ Malta: Wied Moqbol sal-Ponta ta´ Bengħisa
Rdumijiet ta´ Malta: Wied Moqbol sal-Ponta ta´ Bengħisa este o arie protejată (arie de protecție specială avifaunistică — SPA) din Malta întinsă pe o suprafață de 55,13 ha, integral pe uscat.

## Localizare
Centrul sitului Rdumijiet ta´ Malta: Wied Moqbol sal-Ponta ta´ Bengħisa este situat la coordonatele 35°48′36″N 14°31′16″E / 35.8101°N 14.521°E.

## Înființare
Situl Rdumijiet ta´ Malta: Wied Moqbol sal-Ponta ta´ Bengħisa a fost declarat arie de protecție specială avifaunistică în iulie 2008 pentru a proteja 2 specii de animale.

## Biodiversitate
Situată în ecoregiunea mediteraneană, aria protejată nu include niciun habitat protejat.
La baza desemnării sitului se află mai multe specii protejate de  păsări (2): Calonectris diomedea, Puffinus yelkouan.